# FA Cup 2009/10
De FA Cup 2009-2010 was de 129ste editie van de oudste bekercompetitie van de wereld, de Engelse FA Cup. Deze bekercompetitie is een toernooi voor voetbalclubs. De titelhouder was Chelsea, dat in 2008-2009 in de finale met 2-1 won van Everton. De competitie is gestart op 15 augustus 2009 met de extra voorronde en eindigde op 15 mei 2010 met de finale in het Wembley stadion. In de voorrondes werd bepaald welke non-League-clubs (ploegen van buiten de hoogste vier afdelingen) in de eerste ronde mochten deelnemen. Deze eerste ronde vond plaats op 8 november. Het toernooi werd gewonnen door Chelsea, dat daardoor haar titel prolongeerde. In de finale op Wembley werd Portsmouth met 1-0 verslagen door een goal van Didier Drogba.

## Speeldata
| Ronde                | Weekend van               |
| -------------------- | ------------------------- |
| Extra voorronde      | 15 augustus               |
| Voorronde            | 29 augustus               |
| 1e kwalificatieronde | 12 september              |
| 2e kwalificatieronde | 26 september              |
| 3e kwalificatieronde | 10 oktober                |
| 4e kwalificatieronde | 24 oktober                |
| 1e ronde             | 7 november                |
| 2e ronde             | 28 november               |
| 3e ronde             | 2 januari 2010            |
| 4e ronde             | 23 januari 2010           |
| 5e ronde             | 13 februari 2010          |
| 6e ronde             | 6 maart 2010              |
| Halve Finale         | 10 april en 11 april 2010 |
| Finale               | 15 mei 2009               |

## Eerste ronde
| #      | Thuis                  | Uitslag | Bezoekers                | Toeschouwers |
| ------ | ---------------------- | ------- | ------------------------ | ------------ |
| 1      | Gillingham             | 3–0     | Southend United          | 4,605        |
| 2      | Grimsby Town           | 0–2     | Bath City                | 2,103        |
| 3      | Gateshead              | 2–2     | Brentford                | 1,150        |
| replay | Brentford              | 5–2     | Gateshead                | 1,960        |
| 4      | Chesterfield           | 1–3     | AFC Bournemouth          | 3,277        |
| 5      | AFC Telford United     | 1–3     | Lincoln City             | 2,809        |
| 6      | Stockport County       | 5–0     | Tooting & Mitcham United | 3,076        |
| 7      | Burton Albion          | 3–2     | Oxford City              | 2,207        |
| 8      | Barrow                 | 2–1     | Eastleigh                | 1,655        |
| 9      | Oldham Athletic        | 0–2     | Leeds United             | 5,552        |
| 10     | Cambridge United       | 4–0     | Ilkeston Town            | 2,395        |
| 11     | York City              | 3–2     | Crewe Alexandra          | 3,070        |
| 12     | Wycombe Wanderers      | 4–4     | Brighton & Hove Albion   | 2,749        |
| replay | Brighton & Hove Albion | 2–0     | Wycombe Wanderers        | 3,383        |
| 13     | Hereford United        | 2–0     | Sutton United            | 1,713        |
| 14     | Nuneaton Town          | 0–4     | Exeter City              | 2,452        |
| 15     | Bristol Rovers         | 2–3     | Southampton              | 6,646        |
| 16     | Carlisle United        | 2–2     | Morecambe                | 4,181        |
| replay | Morecambe              | 0–1     | Carlisle United          | 3,307        |
| 17     | Forest Green Rovers    | 1–1     | Mansfield Town           | 1,149        |
| replay | Mansfield Town         | 1–2     | Forest Green Rovers      | 2,496        |
| 18     | Oxford United          | 1–0     | Yeovil Town              | 6,144        |
| 19     | Paulton Rovers         | 0–7     | Norwich City             | 2,070        |
| 20     | Swindon Town           | 1–0     | Woking                   | 4,805        |

| #      | Thuis              | Uitslag | Bezoekers            | Toeschouwers |
| ------ | ------------------ | ------- | -------------------- | ------------ |
| 21     | Port Vale          | 1–1     | Stevenage Borough    | 3,999        |
| replay | Stevenage Borough  | 0–1     | Port Vale            | 2,894        |
| 22     | Luton Town         | 3–3     | Rochdale             | 3,167        |
| replay | Rochdale           | 0–2     | Luton Town           | 1,982        |
| 23     | Bromley            | 0–4     | Colchester United    | 4,242        |
| 24     | Accrington Stanley | 2–1     | Salisbury City       | 1,379        |
| 25     | Millwall           | 4–1     | AFC Wimbledon        | 9,453        |
| 26     | Stourbridge        | 0–1     | Walsall              | 2,014        |
| 27     | Shrewsbury Town    | 0–1     | Staines Town         | 3,359        |
| 28     | Wealdstone         | 2–3     | Rotherham United     | 1,638        |
| 29     | Torquay United     | 3–1     | Cheltenham Town      | 2,370        |
| 30     | Barnet             | 3–1     | Darlington           | 1,654        |
| 31     | Notts County       | 2–1     | Bradford City        | 4,213        |
| 32     | Huddersfield Town  | 6–1     | Dagenham & Redbridge | 5,858        |
| 33     | Milton Keynes Dons | 1–0     | Macclesfield Town    | 4,868        |
| 34     | Rushden & Diamonds | 3–1     | Hinckley United      | 1,540        |
| 35     | Northwich Victoria | 1–0     | Charlton Athletic    | 2,153        |
| 36     | Aldershot Town     | 2–0     | Bury                 | 2,519        |
| 37     | Wrexham            | 1–0     | Lowestoft Town       | 2,402        |
| 38     | Hartlepool United  | 0–1     | Kettering Town       | 2,645        |
| 39     | Tranmere Rovers    | 1–1     | Leyton Orient        | 3,180        |
| replay | Leyton Orient      | 0–1     | Tranmere Rovers      | 1,518        |
| 40     | Northampton Town   | 2–1     | Fleetwood Town       | 3,077        |

## Tweede ronde
De loting voor de tweede ronde werd gehouden op 8 november 2009.
| #      | Thuis                  | Uitslag | Bezoekers          | Toeschouwers |
| ------ | ---------------------- | ------- | ------------------ | ------------ |
| 1      | Northwich Victoria     | 1-3     | Lincoln City       | 3.544        |
| 2      | Northampton Town       | 2-3     | Southampton        | 4.858        |
| 3      | Hereford United        | 0-1     | Colchester United  | 2.225        |
| 4      | Tranmere Rovers        | 0-0     | Aldershot Town     | 3.742        |
| replay | Aldershot Town         | 1-2     | Tranmere Rovers    | 4.016        |
| 5      | Kettering Town         | 1-1     | Leeds United       | 4.837        |
| replay | Leeds United           | 5-1     | Kettering Town     | 10.670       |
| 6      | Gillingham             | 1-0     | Burton Albion      | 4.996        |
| 7      | Wrexham                | 0-1     | Swindon Town       | 3.011        |
| 8      | Brighton & Hove Albion | 3-2     | Rushden & Diamonds | 3.638        |
| 9      | Rotherham United       | 2-2     | Luton Town         | 3.210        |
| replay | Luton Town             | 3–0     | Rotherham United   | 2.518        |
| 10     | Milton Keynes Dons     | 4-3     | Exeter City        | 8.740        |

| #      | Thuis              | Uitslag | Bezoekers           | Toeschouwers |
| ------ | ------------------ | ------- | ------------------- | ------------ |
| 11     | Brentford          | 1-0     | Walsall             | 3.616        |
| 12     | Carlisle United    | 3–1     | Norwich City        | 3.946        |
| 13     | Accrington Stanley | 2–2     | Barnet              | 1.501        |
| replay | Barnet             | 0–1     | Accrington Stanley  | 1.288        |
| 14     | Oxford United      | 1–1     | Barrow              | 6.082        |
| replay | Barrow             | 3–1     | Oxford United       | 2.754        |
| 15     | AFC Bournemouth    | 1–2     | Notts County        | 6.082        |
| 16     | Stockport County   | 0–4     | Torquay United      | 1.690        |
| 17     | Cambridge United   | 1–2     | York City           | 3.505        |
| 18     | Bath City          | 1–2     | Forest Green Rovers | 3.325        |
| 19     | Port Vale          | 0–1     | Huddersfield Town   | 5.311        |
| 20     | Staines Town       | 1–1     | Millwall            | 2.753        |
| replay | Millwall           | 4–0     | Staines Town        | 3.452        |

## Derde ronde
De wedstrijden worden gespeeld op 2 en 3 januari 2010. De drie uitgestelde wedstrijden worden gespeeld op dinsdag 12 en 19 januari 2010. De Replays worden gespeeld op 12, 13 en 19 januari 2010.
| #      | Thuis               | Uitslag | Bezoekers            | Toeschouwers |
| ------ | ------------------- | ------- | -------------------- | ------------ |
| 1      | Tottenham Hotspur   | 4-0     | Peterborough United  | 35.862       |
| 2      | Brentford           | 0-1     | Doncaster Rovers     | 2.883        |
| 3      | Middlesbrough       | 0-1     | Manchester City      | 12.474       |
| 4      | Stoke City          | 3-1     | York City            | 15.586       |
| 5      | Notts County        | 2-1     | Forest Green Rovers  | 4.389        |
| 6      | Huddersfield Town   | 0-2     | West Bromwich Albion | 13.472       |
| 7      | Sheffield United    | 1-1     | Queens Park Rangers  | 11.461       |
| Replay | Queens Park Rangers | 2-3     | Sheffield United     | 5.780        |
| 8      | Milton Keynes Dons  | 1-2     | Burnley              | 11.816       |
| 9      | Chelsea             | 5-0     | Watford              | 40.912       |
| 10     | Nottingham Forest   | 0-0     | Birmingham City      | 20.975       |
| Replay | Birmingham City     | 1-0     | Nottingham Forest    | 9.399        |
| 11     | Preston North End   | 7-0     | Colchester United    | 7.621        |
| 12     | West Ham United     | 1-2     | Arsenal              | 25.549       |
| 13     | Aston Villa         | 3-1     | Blackburn Rovers     | 25.453       |
| 14     | Portsmouth          | 1-1     | Coventry City        | 11.214       |
| Replay | Coventry City       | 1-2     | Portsmouth           | 7.097        |
| 15     | Sunderland          | 3-0     | Barrow               | 25.190       |
| 16     | Wigan Athletic      | 4-1     | Hull City            | 5.335        |

| #      | Thuis               | Uitslag | Bezoekers               | Toeschouwers |
| ------ | ------------------- | ------- | ----------------------- | ------------ |
| 17     | Everton             | 3-1     | Carlisle United         | 31.196       |
| 18     | Sheffield Wednesday | 1-2     | Crystal Palace          | 8.690        |
| 19     | Tranmere Rovers     | 0-1     | Wolverhampton Wanderers | 7.476        |
| 20     | Blackpool           | 1-2     | Ipswich Town            | 7.332        |
| 21     | Fulham              | 1-0     | Swindon Town            | 19.623       |
| 22     | Torquay United      | 0-1     | Brighton & Hove Albion  | 4.028        |
| 23     | Scunthorpe United   | 1-0     | Barnsley                | 5.457        |
| 24     | Southampton         | 1-0     | Luton Town              | 18.786       |
| 25     | Bristol City        | 1-1     | Cardiff City            | 7.289        |
| Replay | Cardiff City        | 1-0     | Bristol City            | 6.731        |
| 26     | Reading             | 1-1     | Liverpool               | 23.656       |
| Replay | Liverpool           | 1-2     | Reading                 | 31.063       |
| 27     | Millwall            | 1-1     | Derby County            | 10.531       |
| Replay | Derby County(WNS)   | 1-1     | Millwall                | 7.183        |
| 28     | Plymouth Argyle     | 0-0     | Newcastle United        | 16.451       |
| Replay | Newcastle United    | 3-0     | Plymouth Argyle         | 15.805       |
| 29     | Leicester City      | 2-1     | Swansea City            | 11.193       |
| 30     | Bolton Wanderers    | 4-0     | Lincoln City            | 11.193       |
| 31     | Accrington Stanley  | 1-0     | Gillingham              | 1.322        |
| 32     | Manchester United   | 0-1     | Leeds United            | 74.526       |

bron:FA

## Vierde ronde
De wedstrijden zullen worden gespeeld op 23 en 24 januari 2010.
| #      | Thuis                   | Uitslag | Bezoekers               | Toeschouwers |
| ------ | ----------------------- | ------- | ----------------------- | ------------ |
| 1      | Southampton             | 2-1     | Ipswich Town            | 20.446       |
| 2      | Reading                 | 1-0     | Burnley                 | 12.910       |
| 3      | Derby County            | 1-0     | Doncaster Rovers        | 11.316       |
| 4      | Cardiff City            | 4-2     | Leicester City          | 10.961       |
| 5      | Stoke City              | 3-1     | Arsenal                 | 19.736       |
| 6      | Notts County            | 2-2     | Wigan Athletic          | 9.073        |
| Replay | Wigan Athletic          | 0-2     | Notts County            | 5.519        |
| 7      | Scunthorpe United       | 2-4     | Manchester City         | 8.861        |
| 8      | West Bromwich Albion    | 4-2     | Newcastle United        | 16.102       |
| 9      | Everton                 | 1-2     | Birmingham City         | 30.873       |
| 10     | Accrington Stanley      | 1-3     | Fulham                  | 3.072        |
| 11     | Bolton Wanderers        | 2-0     | Sheffield United        | 14.572       |
| 12     | Portsmouth              | 2-1     | Sunderland              | 10.315       |
| 13     | Preston North End       | 0-2     | Chelsea                 | 23.119       |
| 14     | Aston Villa             | 3-2     | Brighton & Hove Albion  | 39.725       |
| 15     | Wolverhampton Wanderers | 2-2     | Crystal Palace          | 14.449       |
| Replay | Crystal Palace          | 3-1     | Wolverhampton Wanderers | 10.282       |
| 16     | Tottenham Hotspur       | 2-2     | Leeds United            | 35.750       |
| Replay | Leeds United            | 1-3     | Tottenham Hotspur       | 37.704       |

## Vijfde ronde
De loting vond plaats op 24 januari 2010 om 18:10 uur in het Wembley Stadion. De wedstrijden worden gespeeld op 13 en 14 februari 2010.
| #      | Thuis                | Score | Bezoekers            | Toeschouwers |
| ------ | -------------------- | ----- | -------------------- | ------------ |
| 1      | Crystal Palace       | 2–2   | Aston Villa          | 20,486       |
| replay | Aston Villa          | 3–1   | Crystal Palace       | 31,874       |
| 2      | Manchester City      | 1–1   | Stoke City           | 28,019       |
| replay | Stoke City           | 3–1†  | Manchester City      | 21,813       |
| 3      | Derby County         | 1–2   | Birmingham City      | 21,043       |
| 4      | Bolton Wanderers     | 1–1   | Tottenham Hotspur    | 13,596       |
| replay | Tottenham Hotspur    | 4–0   | Bolton Wanderers     | 31,436       |
| 5      | Chelsea              | 4–1   | Cardiff City         | 40,827       |
| 6      | Fulham               | 4–0   | Notts County         | 16,132       |
| 7      | Reading              | 2–2   | West Bromwich Albion | 18,008       |
| replay | West Bromwich Albion | 2–3†  | Reading              | 13,985       |
| 8      | Southampton          | 1–4   | Portsmouth           | 31,385       |

† – na extra tijd

## Zesde ronde
De wedstrijden in de zesde ronde worden gespeeld op 6 en 7 maart 2010.
|                        |                       |       |            |                                              |
| 7 maart 2010 16:00 GMT | Chelsea               | 2 – 0 | Stoke City | Stamford Bridge, Londen Toeschouwers: 41.322 |
| 7 maart 2010 16:00 GMT | Lampard 35' Terry 67' |       |            | Stamford Bridge, Londen Toeschouwers: 41.322 |

|                        |        |       |                   |                                             |
| 6 maart 2010 17:20 GMT | Fulham | 0 – 0 | Tottenham Hotspur | Craven Cottage, Londen Toeschouwers: 24.533 |
| 6 maart 2010 17:20 GMT |        |       |                   | Craven Cottage, Londen Toeschouwers: 24.533 |

|                        |              |       |                                         |                                                |
| 7 maart 2010 13:45 GMT | Reading      | 2 – 4 | Aston Villa                             | Madejski Stadium, Reading Toeschouwers: 23.175 |
| 7 maart 2010 13:45 GMT | Long 27' 42' |       | A. Young 47' Carew 51' 57' 90+3' (pen.) | Madejski Stadium, Reading Toeschouwers: 23.175 |

|                        |                   |       |                 |                                               |
| 6 maart 2010 12:30 GMT | Portsmouth        | 2 – 0 | Birmingham City | Fratton Park, Portsmouth Toeschouwers: 20.456 |
| 6 maart 2010 12:30 GMT | Piquionne 67' 70' |       |                 | Fratton Park, Portsmouth Toeschouwers: 20.456 |

## Replay
|                         |                                             |       |            |                                              |
| 24 maart 2010 19:45 GMT | Tottenham Hotspur                           | 3 – 1 | Fulham     | White Hart Lane, Londen Toeschouwers: 35.432 |
| 24 maart 2010 19:45 GMT | Bentley 47' Pavlyuchenko 60' Guðjohnsen 66' |       | Zamora 17' | White Hart Lane, Londen Toeschouwers: 35.432 |

## Halve finale
|                         |             |                                      |         |                                              |
| 10 april 2010 17:00 GMT | Aston Villa | 0-3                                  | Chelsea | Wembley Stadium, Londen Toeschouwers: 85.472 |
| 10 april 2010 17:00 GMT |             | Drogba 68' Malouda 89' Lampard 90+5' |         | Wembley Stadium, Londen Toeschouwers: 85.472 |

|                         |                   |                                   |            |                                              |
| 11 april 2010 16:00 GMT | Tottenham Hotspur | 0 – 2 (wnv)                       | Portsmouth | Wembley Stadium, Londen Toeschouwers: 84.602 |
| 11 april 2010 16:00 GMT |                   | Piquionne 99' Boateng 117' (pen.) |            | Wembley Stadium, Londen Toeschouwers: 84.602 |

## Finale
|                               |                   |       |               |                                                                        |
| 15 mei 2010 15:00 uur (UTC+0) | Chelsea           | 1 – 0 | Portsmouth FC | Wembley Stadium, Londen Toeschouwers: 88.335 Scheidsrechter: Chris Foy |
| 15 mei 2010 15:00 uur (UTC+0) | Didier Drogba 59' |       |               | Wembley Stadium, Londen Toeschouwers: 88.335 Scheidsrechter: Chris Foy |